# 아사노역
아사노역(일본어: 浅野駅, あさのえき)은 일본 가나가와현 요코하마시 쓰루미구에 있는, 동일본 여객철도의 철도역이다. 쓰루미 선이 지나가며 우미시바우라역 방면으로 가는 시바우라 지선이 본선과 갈라지는 곳이다.

## 역 구조
오기마치 역 방면과 우미시바우라 역 방면의 선로가 갈라진다. 오기마치 역 방면 승강장은 섬식으로 1면 2선, 우미시바우라 역 방면 승강장은 상대식으로 2면 2선 구조이다. 오기마치 역 방면에서 온 열차와 우미시바우라 역 방면에서 온 열차는 쓰루미 역 방면으로 갈 때 다른 승강장을 사용하고 있다. 역사는 양쪽 승강장 사이에 있다.
스이카 및 제휴 교통카드의 사용이 가능하다.
| 1 | ■ 쓰루미 선 | 하마카와사키 · 오기마치 방면   |
| 2 | ■ 쓰루미 선 | 고쿠도 · 쓰루미 방면           |
| 3 | ■ 쓰루미 선 | 신시바우라 · 우미시바우라 방면 |
| 4 | ■ 쓰루미 선 | 고쿠도 · 쓰루미 방면           |

## 역사
- 1926년 3월 10일 - 쓰루미 임항철도선의 역으로 개업하였다.
- 1943년 7월 1일 - 국유화에 따라 일본국유철도의 소속이 되었다.
- 1987년 4월 1일 - 민영화에 따라 동일본 여객철도 쓰루미 선의 소속이 되었다.
- 2002년 3월 22일 - 스이카의 사용이 가능해졌다.

## 인접역
| 동일본 여객철도 쓰루미 선 본선              | 동일본 여객철도 쓰루미 선 본선 | 동일본 여객철도 쓰루미 선 본선     |
| ------------------------------------------- | ------------------------------ | ---------------------------------- |
| JI 04 벤텐바시 쓰루미 방면                  | 쓰루미 선                      | JI 06 안젠 오기마치 · 오카와 방면  |
| 동일본 여객철도 쓰루미 선 우미시바우라 지선 |                                |                                    |
| JI 04 벤텐바시 쓰루미 방면                  | 쓰루미 선 우미시바우라 지선    | JI 51 신시바우라 우미시바우라 방면 |